# Weißeritzgymnasium
Das Weißeritzgymnasium ist ein Gymnasium in öffentlicher Trägerschaft im Stadtteil Deuben der Großen Kreisstadt Freital. Die Schule besteht aus drei Gebäuden: eins auf der Johannisstraße, der Krönertstraße und der Pestalozzistraße. Die Einrichtung war mehrere Jahre lang das größte Gymnasium in Sachsen. In den vergangenen Schuljahren waren jährlich ca. 90 Lehrer am Weißeritzgymnasium beschäftigt, die ca. 1000 Schüler unterrichten. Der Schulträger ist der Landkreis Sächsische Schweiz-Osterzgebirge.

## Pädagogisches Angebot
Das Gymnasium bietet ab Klassenstufe 8 verschiedene schulspezifische Profile an. Im Profil-Unterricht bis zur Klasse 10 werden fächerverbindende und fachübergreifende Unterrichtsinhalte umgesetzt. Eine Besonderheit der Schule ist der fächerverbindende Unterricht, der die Inhalte eines eigens erstellten, schulinternen Lehrplans zur „Projektarbeit“ sowie „Erwachsen werden“ nutzt.
Erste Fremdsprache ist ab Klasse fünf Englisch. Ab Klasse sechs werden Französisch, Spanisch und Latein als zweite Fremdsprache angeboten. Spanisch bzw. Russisch sind als dritte Fremdsprache ab Klasse 8 möglich. Latein kann auch als schulspezifisches Profil oder innerhalb einer Arbeitsgemeinschaft ab Klasse 8 belegt werden und führt ebenso wie als zweite Fremdsprache zum Latinum.

## Geschichte
| Jahr | Schüler | Lehrer |
| ---- | ------- | ------ |
| 2021 | 1034    | 088    |
| 2020 | 1050    | 086    |
| 2019 | 1099    | 089    |
| 2018 | 1098    | 091    |
| 2017 | 1080    | 087    |
| 2016 | 1062    | 086    |
| 2015 | 1034    | 083    |
| 2014 | 1022    | 081    |
| 2013 | 1018    | 084    |
| 2012 | 0975    | 079    |
| 2011 | 0933    | 088    |
| 2010 | 0891    | 094    |
| 2009 | 0871    | 094    |
| 2008 | 0944    | 101    |
| 2007 | 1043    | 105    |
| 2006 | 1166    | 111    |
| 2005 | 1298    | 109    |
| 2004 | 1383    | 116    |
| 2003 | 1521    | 125    |

Das Gymnasium entstand nach der Wende in seiner heutigen Form im Jahr 1992 aus der EOS Freital als Schule in Trägerschaft des Landkreis Freital und umfasste drei Schulgebäude (Hauptgebäude/ehem. EOS: Krönertstraße 25, Pestalozzistraße 2 (geteilt mit Pestalozzi-Mittelschule) sowie das knapp 2 km (25 min Fußweg) entfernte Außenstelle an der Poisentalstraße). Bereits seit 1991 wurden zwei der drei Schulgebäude saniert. Für die im Schuljahr 1992/1993 eingeführte Montessoripädagogik in der Klasse 5 erhielt das Gymnasium im Jahr 1996 aus über 300 Bewerbern den mit 10.000 DM dotierten Sonderpreis „Innovative Schulen“ der Bertelsmann-Stiftung. Die Auszeichnung wurde national und international beachtet.
Zum Schuljahr 2000/2001 erhielt das Gymnasium das auf der gegenüberliegenden Weißeritz-Seite gelegene Schulgebäude Johannisstraße 11 im Zuge eines Gebäudetausches mit der Grundschule Freital-Deuben, welche hierfür in das Schulgebäude Poisentalstraße 79 umzog. Im Gebäude Johannisstraße ("Johanna") wurden fortan die Klassen 5 bis 7 des Gymnasiums unterrichtet. 
Vom Elbhochwasser 2002 war das Gymnasium direkt betroffen, weil sich das Schulgelände unmittelbar neben der Weißeritz befindet. Alle Schulgebäude nahmen Schaden.
Im Jahr 2003 fusionierte das Kreisgymnasium Freital-Deuben mit dem vormals in städtischer Trägerschaft befindlichen Manfred-von-Ardenne-Gymnasium in Freital-Zauckerode und wurde damit das größte Gymnasium Sachsens mit über 1500 Schülern. Durch die geburtenschwachen Jahrgänge der 1990er Jahre sank die Schülerzahl in den folgenden Jahren aber wieder. Die Trägerschaft hatte der Weißeritzkreis, seit 2008 der Landkreis Sächsische Schweiz-Osterzgebirge.
Als das Hauptgebäude in der Krönertstraße 100 Jahre alt wurde, wurde das Kreisgymnasium in „Weißeritzgymnasium“ umbenannt. Nach Abbruch mehrerer leerstehender Wohnhäuser in der westlich angrenzenden Wehrstraße entstand neben dem Hauptgebäude unter Nutzung des vormaligen Lehrer-Parkplatzes 2008 eine neue Dreifeldsporthalle, die Schulgebäude Pestalozzi- und Johannisstraße wurden saniert und behindertengerecht ausgebaut. Neben dem Schulteil Johannisstraße entstand eine Einfeldturnhalle. Sie ersetzte einen Vorgängerbau aus DDR-Zeiten. Im Februar 2018 begann die etwa einjährige Generalsanierung des Hauptgebäudes und wurde im Sommer 2019 abgeschlossen.
Seit dem Schuljahr 2012/2013 werden jährlich fünf bis sechs neue fünfte Klassen gebildet. Ab dem Schuljahr 2013/2014 wurden erstmals seit 2007 wieder mehr als 1.000 Schüler am Gymnasium unterrichtet. Eine Erweiterung des Weißeritzgymnasiums oder die Errichtung einer neuen Schule wurde vom Freitaler Stadtrat aus finanziellen Gründen abgelehnt. Stattdessen wurde ein neues Gymnasium in Wilsdruff errichtet.
Schulleiter waren seit der Gründung des Gymnasiums im Jahr 1992:
- 1992–2006: Uwe Dreske
- 2006–2015: Renate Kühnel
- 2015–2016: Eva Engelhardt
- seit 2016: Jeanette Gernat

## Anlagen
Das Gymnasium hat drei Schulgebäude (jedes mit Fahrstuhl; Hauptgebäude: behindertengerecht). Das denkmalgeschützte Hauptgebäude Krönertstraße 25 ist Sitz der Schulleitung und hauptsächlich Unterrichtsort der Klassen 11 und 12. Im Hauptgebäude gibt es modern ausgestattete Unterrichtsräume und Fachkabinette, dazu den Speisesaal, eine Cafeteria sowie die Aula der Schule. Das Schulgebäude Pestalozzistraße 2 steht in unmittelbarer Nachbarschaft zum Hauptgebäude. Hier werden die Klassen 8 bis 10 lehrplangerecht unterrichtet. Im Schulgebäude Johannisstraße 11, das auf der gegenüberliegende Weißeritzufer steht, lernen die Klassen 5 bis 7.
Das Gebäude Johannisstraße ist in den 1970er Jahren in Plattenbauweise (Typ „Dresden“) entstanden, während die anderen beiden Gebäude bereits vor 1910 errichtet wurden. Jedes der drei Schulgebäude verfügt über einen jeweiligen Schulhof.
Die langjährig genutzte, stark renovierungsbedürftige Turnhalle Rudeltstraße in Niederhäslich wurde nach der Einweihung der modernen Dreifeld-Sporthalle, welche direkt neben dem Hauptgebäude des Gymnasiums gebaut wurde, abgerissen. Neben dem Gelände der Einfeld-Sporthalle an der Johannisstraße entstanden bis 2013 neue Sport- und Freizeitanlagen.